# Pariphinotus seclusus
Pariphinotus seclusus är en kräftdjursart som först beskrevs av Robert Alan Shoemaker 1933.  Pariphinotus seclusus ingår i släktet Pariphinotus och familjen Phliantidae. Inga underarter finns listade i Catalogue of Life.